# Johannes-Brahms-Gymnasium
Das Johannes-Brahms-Gymnasium Hamburg (kurz: JBG) ist ein 1969 gegründetes staatliches Gymnasium im Hamburger Stadtteil Bramfeld. Die Schule trug seit der Gründung den Namen Gymnasium Bramfeld und wurde 2007 nach Johannes Brahms umbenannt.

## Geschichte und Architektur
Das Gymnasium wurde 1969 in Hamburg-Bramfeld gegründet. Das Hauptgebäude ist ein dreigeschossiger Serienbau vom Typ 68, nach dem Grundriss auch „Doppel-H“ genannt. Schulgebäude dieses Serientyps wurden in Hamburg vom Ende der 1960er- bis Mitte der 1970er-Jahre etwa 50-mal gebaut. Daneben gibt es auf dem recht weitläufigen Gelände ein Fachhaus, ein Oberstufenhaus, eine Drei-Felder-Sporthalle und ein Verwaltungsgebäude mit dem Lehrerzimmer. 2016/17 wurde ein Erweiterungsbau mit Mensa errichtet.
Mit der Umbenennung in Johannes-Brahms-Gymnasium im Jahr 2007 wurden die pädagogischen Ziele neu geordnet und neue Profile eingerichtet.
2011 nahm das Gymnasium erstmals am Programm Klima- und Umweltschule teil, mit Stand 2019 gibt es davon in Hamburg 66 Schulen. 2015 zeichnete die Claussen-Simon-Stiftung das Gymnasium für ihr Oberstufenprofil „Kultur entdecken – Kultur vermitteln“ aus.
2017 gewann die Schule den Europäischen Schulmusikpreis.

## Schulprofil
Mit knapp 650 Schülern (2017/18) ist die Schule im Hamburger Vergleich ein eher kleines Gymnasium. Die Schülerschaft des Gymnasiums kommt ganz überwiegend aus den umliegenden Stadtteilen Bramfeld, Steilshoop und Farmsen-Berne, teilweise auch aus dem nördlichen Wandsbek. Das Einzugsgebiet des Gymnasiums ist somit gemischt, teils gibt es dort freistehende Einfamilienhäuser, teils dichtere Bebauung bis hin zur Großwohnsiedlung Steilshoop.
Bei der Erhebung des Sozialindex für Hamburger Schulen 2011 wurde für das JBG ein Sozialindex von 4 errechnet – auf einer Skala von 1 (nachteilige Voraussetzungen der Schülerschaft, höchster Förderbedarf) bis 6 (beste Voraussetzungen, kein Förderbedarf). Im Schuljahr 2016/17 hatten 43 % der HSG-Schüler einen Migrationshintergrund, etwas über dem Durchschnitt aller Hamburger Gymnasien.
Am Johannes-Brahms-Gymnasium gibt es drei Profile, die in Beobachtungsstufe (Klasse 5–6) und Mittelstufe (Klasse 7–10) in entsprechenden Klassen umgesetzt werden.

### Musik
Ziel des Musikprofils ist es, den Kindern Freude am gemeinsamen Musizieren zu vermitteln. Die Kinder erhalten neben dem Chorunterricht zwei Jahre lang Unterricht auf einem zu Beginn des 5. Schuljahres selbstgewählten Instrument.

### Forscher
Die Schüler erlernen das systematische Beobachten, Beschreiben und Auswerten von Experimenten, vor allem in Partner- und Gruppenarbeit. Der Computer ist dabei ein Instrument, das zum Erfassen und Darstellen der gefundenen Daten genutzt wird.
Es geht um die Auseinandersetzung mit Naturphänomenen und um ein Sich-Erproben im Berufsfeld Naturwissenschaftler und Ingenieur. Zusätzliche Motivation erfahren die Schüler durch die Teilnahme an naturwissenschaftlichen Wettbewerben, vor allem an NATEX. Bei diesem Wettbewerb wird das selbstständige Planen und Protokollieren von Versuchen verstärkt gefördert und geschult. Die Themen bieten Experimentier- und Forschungsmöglichkeiten und sind an Alltagsphänomenen orientiert.

### Sport
Der Fokus dieser Klasse liegt auf einem sportartübergreifenden Talenttraining. Dafür durchlaufen die Schüler viele Sportarten. Ein zusätzliches Ziel ist hierbei ein spezielles Beweglichkeits- und Athletiktraining. Dieses Profil ermöglicht den Schülern ein differenziertes und intensives Sporttreiben. Die Inhalte der Sportstunden richten sich nach den Vorgaben des Lehrplans und nach einem schulinternen Curriculum.
Ein weiterer Fokus ist die Teilnahme an Turnieren und Wettbewerben, wie z. B. Jugend trainiert für Olympia. Projekttage werden für sportliche Aktivitäten an außerschulischen Lernorten genutzt, eine Klassenreise mit sportlichem Schwerpunkt ergänzt das Programm.

## Bekannte Schülerinnen und Schüler
- Eveline Lemke (* 1964), Politikerin (Bündnis 90/Die Grünen)
- Detlef Oels (* 1965), Musiker, Komponist und Musikproduzent
- Jan Rüdiger (* 1966), Historiker für mittelalterliche Geschichte
- Michael Kruse (* 1983), Politiker (FDP)
- Merlin Polzin (* 1990), Fußballspieler
- Mustafa Zazai (* 1993), Fußballspieler

## Belege
1. ↑  Behörde für Schule und Berufsbildung zusammen mit dem Institut für Bildungsmonitoring und Qualitätsentwicklung (IfBQ): Schulinfosystem SISy, Angaben zum Johannes-Brahms-Gymnasium aus dem Schuljahr 2021/22. (Abgerufen im Januar 2022)
2. ↑  Heyde und Hidden Architekten, Hamburg: Umbau und Erweiterung Johannes-Brahms-Gymnasium
3. ↑  Klimaschule am Landesinstitut für Lehrerbildung und Schulentwicklung
4. ↑  Projekttagebuch des Johannes-Brahms-Gymnasium
5. ↑  Europäischer Schulmusikpreis: Preisträger 2017. In: europaeischer-schulmusik-preis.eu. Archiviert vom Original am 15. Mai 2017; abgerufen am 13. Mai 2017.
6. ↑  Bildungsatlas Hamburg, Schuljahr 2017/18: Einzugsgebiete des Johannes-Brahms-Gymnasiums.
7. ↑  Schriftliche Kleine Anfrage des Abgeordneten Robert Heinemann (CDU) vom 28.02.13 und Antwort des Senats. Bürgerschaft der Freien und Hansestadt Hamburg – 20. Wahlperiode, Drucksache 20/7094, Anlage 4b: Alte und neue Sozialindizes der staatlichen weiterführenden Schulen.
8. ↑  Peter Ulrich Meyer: So hoch ist der Migrantenanteil an Hamburger Schulen. In: Hamburger Abendblatt. 19. April 2018 (abendblatt.de – An den Hamburger Gymnasien lag der Anteil durchschnittlich bei 37,3 %).